# آراووس
آراووس (به ارمنی: Արավուս) یک سکونتگاه مسکونی در ارمنستان است که در استان سیونیک واقع شده‌است. در کیلومتری جنوب کاپان، مرکز استان سیونیک واقع شده‌است.

## خصوصیات
آراووس ۴٫۴۳ کیلومترمربع مساحت و ۱۷۱ نفر جمعیت دارد و در ارتفاع متر بالاتر از سطح دریا قرار گرفته‌است.
| سال   | ۱۸۳۱ | ۱۸۷۳ | ۱۹۰۷ | ۱۹۲۲ | ۱۹۵۹ | ۱۹۷۰ | ۱۹۷۹ | ۱۹۸۹ | ۲۰۰۱ | ۲۰۰۴ | ۲۰۰۸ |
| جمعیت | ۱۶   | ۶۸   | ۱۰۸  | ۱۹۸  | ۲۵۱  | ۲۰۰  | ۱۱۷  | ۳۲۵  | ۱۶۸  | ۱۵۶  | ۲۰۹  |